# Grădinari (okręg Giurgiu)
Grădinari – wieś w Rumunii, w okręgu Giurgiu, w gminie Grădinari. W 2011 roku liczyła 1086 mieszkańców.